# Министарство финансија Републике Србије
Министарство финансија  обавља послове државне управе који се односе републички буџет, утврђивање консолидованог биланса јавних прихода и јавних расхода, систем и политику пореза, такси, накнада и других јавних прихода, основе система доприноса за социјално осигурање и обезбеђивање финансирања обавезног социјалног осигурања. Актуелни министар финансија је Синиша Мали.

## Делокруг рада Министарства
Министарство финансија је надлежна послове државне управе који се односе на:
- републички буџет
- утврђивање консолидованог биланса јавних прихода и јавних расхода
- систем и политику пореза, такси, накнада и других јавних прихода
- основе система доприноса за социјално осигурање и обезбеђивање финансирања обавезног социјалног осигурања
- уређење изворних прихода аутономне покрајине и јединица локалне самоуправе
- политику јавних расхода
- управљање расположивим средствима јавних финансија Републике Србије
- координацију система управљања и спровођења програма финансираних из средстава Европске уније
- јавни дуг и финансијску имовину Републике Србије
- макроекономску и фискалну анализу, квантификацију мера економске политике
- финансијске ефекте система утврђивања и обрачуна плата и зарада које се финансирају из буџета Републике Србије, аутономне покрајине и јединица локалне самоуправе и фондова организација обавезног социјалног осигурања
- надзор над радом Централног регистра обавезног социјалног осигурања
- јавне набавке
- спречавање прања новца
- игре на срећу
- фискалне монополе
- девизни систем и кредитне односе са иностранством
- факторинг послове
- систем финансијских односа са иностранством и међународним финансијским организацијама
- припрему, закључивање и примену међународних уговора о избегавању двоструког опорезивања
- царински систем, царинску тарифу, мере ванцаринске заштите и слободне зоне
- кредитно-монетарни систем
- банкарски систем
- животна и неживотна осигурања
- учествовање у управљању банкама, друштвима за осигурање и другим финансијским институцијама чији је акционар Република Србија, као и организовање и спровођење поступка продаје акција у истим
- систем плаћања и платни промет
- хартије од вредности и тржиште капитала
- систем рачуноводства и ревизије финансијских извештаја
- књиговодство
- приватизацију и санацију банака и других финансијских организација
- пријављивање у стечајним поступцима потраживања Републике Србије
- анализу фискалних ризика који произлазе из пословања јавних предузећа чији је оснивач Република Србија, привредних друштава која обављају делатност од општег интереса и привредних друштава са већинским државним капиталом
- анализу ризика повезаних са буџетима локалних самоуправа и јавно-приватним партнерствима
- анализу ризика у вези са последицама елементарних непогода и њиховим финансијским ефектима на буџет Републике Србије и буџете локалних самоуправа и осталим обавезама Републике Србије
- праћење обавеза покривених државним гаранцијама
- праћење главних ризика повезаних са финансијским сектором у Републици Србији
- оцену и праћење капиталних пројеката
- уређивање поступка припреме и регистровања капиталних пројеката по надлежним министарствима и њихово обједињавање
- уређивање области дигиталне имовине
- уређивање права јавне својине
- својинско-правне и друге стварно-правне односе, изузев припреме закона којим се уређује право својине и друга стварна права
- експропријацију
- заштиту имовине Републике Србије у иностранству
- примену Споразума о питањима сукцесије
- остваривање алиментационих потраживања из иностранства
- пружање правне помоћи поводом стране национализоване имовине обештећене међународним уговорима
- буџетску контролу свих средстава буџета Републике Србије, територијалне аутономије и локалне самоуправе и организација обавезног социјалног осигурања и јавних предузећа
- хармонизацију и координацију финансијског управљања и контроле и интерне ревизије у јавном сектору
- управни надзор у имовинско-правним пословима
- другостепени управни поступак у областима из делокруга министарства, у складу са законом
- обезбеђивање средстава солидарности
- као и друге послове одређене законом.

## Органи управе у саставу Министарства финансија
- Пореска управа
- Управа царина
- Управа за трезор
- Управа за јавни дуг
- Управа за дуван
- Управа за спречавање прања новца
- Управа за слободне зоне